# Wydział Architektury i Wzornictwa Akademii Sztuk Pięknych w Gdańsku
Wydział Architektury i Wzornictwa Akademii Sztuk Pięknych w Gdańsku – istniejący w latach 1949-2022 jeden z czterech wydziałów Akademii Sztuk Pięknych w Gdańsku. Jego siedziba znajdowała się przy Targu Węglowym 6 w Gdańsku. 

## Historia Wydziału
W 1949 r. na gdańskiej ASP utworzony został Wydział Architektury Wnętrz, do roku 1956 działający jako Wydział Architektury Wnętrz i Studium Rzeźby. Następnie Wydział Architektury Wnętrz przekształcił się w Wydział Projektowania Plastycznego (1971-1978), później zaś w Wydział Architektury Wnętrz i Wzornictwa Przemysłowego (1978-1985). Od 1985 funkcjonował jako Wydział Architektury i Wzornictwa.
Wydział istniał do 30 września 2022 r. Na mocy Zarządzenia nr 25/2022 Rektora ASP w jego miejsce utworzone zostały od 1 października 2022 dwa nowe wydziały: Wydział Architektury i Wydział Wzornictwa.

## Struktura
- Katedra Architektury Wnętrz
- Katedra Wzornictwa
- Katedra Podstaw i Metodyki Projektowania
- Zakład Technik Projektowych
- Pracownie pozakatedralne[4]
  - Pracownia Scenografii
  - Pracownia projektowania wzornictwa i biżuterii
  - Pracownia struktur przestrzennych[5]

## Kierunki studiów
- architektura wnętrz
- wzornictwo[6]

## Władze
- Dziekan: prof. Sławomir Fijałkowski (2012–2016)[7]
- Prodziekan: dr Piotr Mikołajczak
- Prodziekan do spraw studenckich: dr hab. Tadeusz Pietrzkiewicz[8]